# Jimmy Crespo
James "Jimmy" Crespo, född 5 juli 1954 i New York, är en amerikansk musiker. Han var huvudgitarrist i bandet Aerosmith 1979–1984. Han är av puertoricansk härkomst.
Joe Perry lämnade Aerosmith mitt i inspelningarna av albumet Night in the Ruts (1979). Crespo ersatte Perry och hans gitarrsolo finns med på låten "Three Mile Smile".
Crespo var med om att skriva sex låtar till Aerosmiths album Rock in a Hard Place (1982). Joe Perry återvände till Aerosmith år 1984.